# علي حلب
علي حلب (بالفرنسية: Ali Hallab)‏ (مواليد 4 أبريل 1981) هو ملاكم فرنسي، مثّل بلاده في الألعاب الأولمبية الصيفية في دورتي 2004 و 2008.

## روابط خارجية
علي حلب على موقع بوكس ريك (الإنجليزية) (registration required)
- علي حلب على موقع اللجنة الأولمبية الدولية (الإنجليزية)
- علي حلب على موقع أوليمبيديا (الإنجليزية)
- علي حلب على موقع اللجنة الأولمبية الفرنسية (مؤرشف) (الفرنسية)